# Szkolny terror
Szkolny terror – filmowy thriller produkcji amerykańskiej. Film jest oparty na faktach. 

## Fabuła
Opowiada o trzech przyjaciółkach: Stacey, Nikki i Vanessie. Stacey i Vanessa wszystko robią razem, zaś Nikki czuje się odtrącona i chce skłócić ze sobą dwie przyjaciółki. Niewinna plotka o Vanessie rozchodzi się momentalnie po całej szkole. Vanessa jest prześladowana przez koleżanki, Stacey z kolei nie próbuje nawet bronić przyjaciółki, odpycha ją. Nikki tryumfuje.
W końcu Vanessa nie wytrzymuje presji, zażywa całe opakowanie silnych środków nasennych i traci przytomność. W porę znajduje ją matka i zawozi dziewczynę do szpitala. Cudem uratowana, Vanessa powraca do szkoły, i nie przejmuje się już tym, co inni uczniowie o niej mówią. Stacey zaczyna znów z nią rozmawiać, lecz Vanessa nie potrafi już jej przebaczyć.